# Кхана Ратсадон
Кхана Ратсадон (тайск.: คณะราษฎร) — первая политическая партия Сиама. Первоначально Кхана Ратсадон (Народная партия) — группа военных и гражданских офицеров, затем получила статус политической партии Королевства Сиам. Члены Кхана Ратсадон являются организаторами бескровного государственного переворота 24 июня 1932 года, в результате которого в Сиаме произошла смена формы правления с абсолютной монархии на конституционную.

## Предпосылки создания партии
В начале XX века устои абсолютной монархии стали постепенно расшатываться, в основном благодаря попыткам модернизации и вестернизации страны, которые предпринимались королями Сиама Рамой IV Монгкутом и Рамой V Чулалонгкорном еще с середины XIX века. В стране распространялись демократические реформаторские идеи, привнесенные тайскими студентами, возвращавшимися в Таиланд после учебы в Великобритании, Франции и Германии. Особенный восторг и вдохновение у тайской интеллигенции вызывал успех революции в Китае (1911). Тем не менее, попытки государственных переворотов в период правления Рамы VI Вачиравуда оканчивались поражением оппозиции.
Мировой экономический кризис 1929 года стал одной из причин экономической разрухи в Сиаме. В 1930-х гг. правительство страны пыталось справиться с падением экспортных и импортных цен на важнейшие товары, а также залатать дыры в государственном бюджете. Многие крестьяне и ремесленники разорились, сельское хозяйство находилось в упадке, в города пришла безработица. Новый король Сиама Рама VII Прачатипок пытался справиться с бедственным положением в стране. Тем не менее, Рама VII не успел заручиться поддержкой ни крестьян, ни рабочих, ни даже сиамских аристократов, и его многочисленные попытки восстановить экономическое и социальное благополучие тайского народа встречались недовольством. Неблагоприятная и нестабильная обстановка в стране приблизила падение абсолютной монархии, вдохновила демократически настроенных молодых тайских студентов на создание антиправительственных группировок.

## Создание Кхана Ратсадон
В феврале 1927 года группа тайских студентов собралась в одном из отелей Парижа. Результатом этой встречи стало создание партии Кхана Ратсадон и начало подготовки к государственному перевороту в Сиаме.
Народная партия была сформирована из двух групп военных и гражданских чиновников. Всего в партии состояло около 200 человек. Военные чиновники представляли «старшую» группу, которая должна была обеспечивать военную силу будущего государственного переворота. Гражданские чиновники составляли «младшую» группу партии, которая обеспечивали идеологическую базу.
Представители Народной партии получили образование в странах Запада: в Германии, Франции, Великобритании. Среди представителей «старшей» группы необходимо отметить полковника Пья Сонг Сурадета, Пья Пахона, Пья Ритти Аканей, Пибуна Сонгкрама. Центральными фигурами гражданской «младшей» группы являлись Приди Панамионг, Дет Сахакон, Тави Буньякет.

## Государственный переворот 1932 года
24 июня 1932 года Кхана Ратсадон совершила бескровный государственный переворот. Сиам стал конституционной монархией, завершился 150-летний период абсолютного правления династии Чакри и 700-летнее абсолютное правление королей Сиама.
Во время переворота был озвучен Манифест партии Кхана Ратсадон, согласно которому:
1.Сиам должен быть независимым государством
2. Необходимо ввести меры по снижению уровня преступности в стране
3. Необходимо разработать план экономического развития
4. Всем гражданам Королевства Сиам должны быть гарантированы равные права, привилегии
5. Всем гражданам Королевства Сиам должна быть обеспечена свобода
После переворота партия Кхана Ратсадон заняла все ключевые посты в армии. Принцы и другие представители тайской аристократии были удалены от руководства в государственном аппарате Сиама, а также в армии. Представители партии Кхана Ратсадон занимали важнейшие посты в государственном аппарате Сиама более 20 лет после государственного переворота. Шесть выходцев из партии стали премьер-министрами Сиама (Таиланда).